# Смрт у рају (9. сезона)
Девета сезона британске полицијске крими-драмедије Смрт у рају емитована је од 9. јануара до 27. фебруара 2020. године на каналу BBC One.

## Опис
Половином сезоне, Џек се враћа у Лондон са женом коју је упознао на острву, а на његово место долази Невил Паркер. Медлин Дума и Руби Патерсон на крају сезоне прелазе да раде у Паризу.

## Улоге
- Ардал О'Хенлон као ДИ Џек Муни (епизоде 1−4)
- Ралф Литл као ДИ Невил Паркер (епизоде 5−8)
- Од Легастелоа-Биде као ДН Медлин Дума
- Тоби Бејкер као позорник Ж. П. Хупер
- Шико Амос као позорница Руби Патерсон
- Елизабет Буржин као Кетрин Бордеј
- Дон Варингтон као начелник Селвин Патерсон

## Епизоде
| Бр. еп. (укупно) | Бр. еп. (у сезони) | Наслов                          | Редитељ      | Сценариста                        | Премијера         | Гледаност у Британији (милиони) |
| --- | ------------------ | ------------------------------- | ------------ | --------------------------------- | ----------------- | ------------------------------- |
| 65 | 1                  | "Ђаволско убиство"              | Ијан Барбер  | Џејмс Хол                         | 9. јануар 2020.   | 8,12                            |
| У новогодишњој ноћи, Ванеса Мекормак пронађена је избодена на смрт у свом дому. Сведок извештава да је видео маскираног човека прерушеног у "le diableа" (ђавола) како бежи са лица места. Неколико сати касније, жртвиног зета Доналда напада исти нападач, али је преживео. Џек и екипа морају да реше како су ова два случаја повезана. |                    |                                 |              |                                   |                   |                                 |
| 66 | 2                  | "Убиство на портрету"           | Ијан Барбер  | Том Неш                           | 16. јануар 2020.  | 7,62                            |
| Позната уметница Дона Харман пронађена је отрована у свом студију пошто је наизглед прогутала енергетски напитак са цијанидом. Осим жртве, нико други није имао приступ ни пићу ни студију пре њене смрти - па како ју је убица убио? У међувремену, Џекова романса са Аном наставља да цвета током путовања бродом. |                    |                                 |              |                                   |                   |                                 |
| 67 | 3                  | "Тур де убиство"                | Полет Рендал | Ориен Месина и Феј Раслинг        | 23. јануар 2020.  | 7,45                            |
| Бициклиста Иссавијер Принс пронађен је мртав пошто је наизглед скочио из јаруге током Тура Антила. Сви знаци упућују на трагичну несрећу, осим траке тканине са дреса екипе пронађене на лицу места - која није припадала жртви. Са друге стране, Џек покушава да убеди Ану да остане на Сент Мерију, али она има друге планове за њихову процвалу романсу.                                                                                             |                    |                                 |              |                                   |                   |                                 |
| 68 | 4                  | "Гусари са попришта убиства"    | Полет Рендал | Вил Фишер                         | 30. јануар 2020.  | 7,43                            |
| Док истражује случај човека пронађеног мртвог у чамцу, Џек мора да размисли да ли да прихвати Анину понуду да јој се придружи на путовању или да остане на Сент Мерију. На крају, када је случај решен, Џек одлучује да не прихвати Анину понуду, а сазнање да је његова ћерка дипломирала наводи га да се врати у Лондон и свој стари живот пошто је одлучио да је његово време на острву више исход бежања из свог живота, а не окретање новог листа. |                    |                                 |              |                                   |                   |                                 |
| 69 | 5                  | "Промена"                       | Ричард Сини  | Роберт Торогуд                    | 6. фебруар 2020.  | 7,69                            |
| Док екипа истражује очигледно самоубиство у хотелу, приморани су да позову инспектора Невила Паркера, детектива који пати од неколико озбиљних алергија, а Паркер утврђује да је 'самоубиство' заправо убиство, упркос чињеници да не постоји начин да убица изађе из собе јер су и врата собе и врата купатила била закључана. |                    |                                 |              |                                   |                   |                                 |
| 70 | 6                  | "Убиство на Комарачком острву"  | Ричард Сини  | Том Неш и Кефи Чедвик             | 13. фебруар 2020. | 8,04                            |
| Екипа истражује смрт инструктора преживљавања. Пронађен је мртав у шуми док је држао течај обуке на малом пустом острву поред обале Сент Мерија. Током истраге ДИ Паркер успева да постане веома непопуларан код начелника. Екипа, међутим, полако почиње да цени његове вештине у решавању убистава. |                    |                                 |              |                                   |                   |                                 |
| 71 | 7                  | "Смрт у салону"                 | Џени Дарнел  | Џејмс Хол и Викторија Асаре-Арчер | 20. фебруар 2020. | 7,18                            |
| Фризерка је пронађена мртва у свом салону. Присутне су биле још три особе, али нико од њих није ништа видео ни чуо. Зашто је машина за прање веша укључена пар минута након убиства? А где је оружје убиства? Досадне навике ДИ Паркера свима иду на живце. Он верује да је гуштер Хари узрок новог осипа који је добио због чега Хари мора да оде. Ово не иде сасвим по плану.                                                                         |                    |                                 |              |                                   |                   |                                 |
| 72 | 8                  | "Сад га видиш, сад га не видиш" | Џени Дарнел  | Џејмс Хол                         | 27. фебруар 2020. | 6,77                            |
| Слепа глумица је једини сведок убиства свог мужа. Али да ли јој се заиста може веровати? |                    |                                 |              |                                   |                   |                                 |